# المنجي الرحوي
المنجي الرحوي (13 جوان 1963 في غار الدماء) هو رجل سياسة تونسي.

## السيرة الذاتية
أصيل مدينة غار الدماء من ولاية جندوبة، أنهى دراسته الابتدائية والثانوية بين تونس وجندوبة قبل أن يتحصل على الماجيستار في التصرف والمحاسبة من المدرسة العليا للتجارة والمحاسبة بجامعة مارساي.

### مجلس نواب الشعب
في الانتخابات التشريعية 2014، فاز المنجي الرحوي بمقعد عن الحزب في دائرة جندوبة الانتخابية.